# Allium kasteki
Allium kasteki är en amaryllisväxtart som beskrevs av Mikhail Grigoríevič Popov. Allium kasteki ingår i släktet lökar, och familjen amaryllisväxter. Inga underarter finns listade i Catalogue of Life.